# Haliclona stilensis
Haliclona stilensis är en svampdjursart som beskrevs av Burton 1933. Haliclona stilensis ingår i släktet Haliclona och familjen Chalinidae. Inga underarter finns listade i Catalogue of Life.